# 17 años (canción)
«17 años» es una canción del grupo mexicano Los Ángeles Azules. La canción se estrenó por primera vez a principios del año 1995, para el álbum Una lluvia de rosas de los Ángeles Azules, siendo el primer sencillo oficial del disco. Una nueva versión en colaboración con el cantante de rock mexicano Jay de la Cueva (integrante de la banda Moderatto), se estrenó el 20 deenero de 2015 como el segundo sencillo del álbum De plaza en plaza (2016).

## Antecedentes y lanzamiento
La canción escrita por Jorge Mejía Avante,fue estrenada por primera vez como sencillo en 1996, para el álbum de estudio Una lluvia de rosas de Los Ángeles Azules, siendo interpretada por el vocalista Carlos Becies.

## Versión con Jay de la Cueva
Una nueva versión, está vez en colaboración con el cantante mexicano Jay de la Cueva (de la banda Moderatto), fue producida por Camilo Lara y se estrenó como sencillo promocional del disco De plaza en plaza el 5 de agosto de 2016.

### Vídeo musical
El vídeo junto al cantante se estrenó el mismo dia de lanzamiento (el 5 de agosto de 2016), bajo la dirección de Diego Álvarez y la producción de Miguel Tafich y Sabú Avilés, el vídeo fue grabado el convento de San Miguel Arcángel de la ciudad de Maní, Yucatán. En él se ve a los integrantes del grupo junto al dúo interpretando la canción frente a un público. A marzo de 2020 el vídeo cuenta con 350 millones de reproducciones en la plataforma.

### Presentaciones en vivo
La canción fue interpretada por ambos artistas en los eventos Los 40 principales y otras presentaciones más de la agrupación.

### Posicionamiento en listas
| Listas (2016)           | Mejor posición |
| ----------------------- | -------------- |
| México (Mexico Airplay) | 45             |